# جائزة جنوب إفريقيا الكبرى 1972
جائزة جنوب أفريقيا الكبرى 1972 هو سباق فورمولا 1 أقيم بتاريخ 4 مارس 1972 في خاوتينغ، جنوب أفريقيا. كان الثاني من أصل 12 في بطولة العالم لسباقات الفورمولا واحد موسم 1972. حلّ النيوزلندي ديني هولم أولا بينما جاء البرازيلي إيمرسون فيتيبالدي في المركز الثاني وحصل على المركز الثالث الأمريكي بيتر ريفسون.